# Східницьке родовище мінеральних вод
Східницьке родовище мінеральних вод — родовище мінеральних вод, розташоване  Львівської області навколо та у смт. Східниця, що адміністративно підпорядковується Бориславській міській раді. Більшість джерел розташовані на території Національного природного парку «Сколівські Бескиди». Тектонічна диспозиція родовища — Орівська скиба Скибової зони Українських Карпат. У Східницькому родовищі мінеральних вод налічується 38 джерел та 17 свердловин, з яких 10 джерел та 3 свердловини відкриті для відвідувачів.

## Історія
З давніх-давен відоме джерело в лісі, неподалік в'їзду у Східницю з Борислава, з якого витікала вода з запахом сірководню. У 1950-их роках вивченням цього джерела та пошуком нових зайнявся місцевий пенсіонер Омелян Стоцький. У 1957 році, за його запитом, у лабораторії Бориславського нафтогазового управління були проведені аналізи, які підтвердили, що вода з джерельця належить до типу «Нафтуся».
У 1965 році, на запрошення Стоцького, до Східниці, для дослідження родовища мінеральних вод, приїхало двоє спеціалістів-аналітиків з Одеського науково-дослідного інституту курортології та фізіотерапії. Та вони взяли проби не з джерела №1, а з потічка, в який стікали води від нафтової свердловини. Того ж року з Головного управління лікувально-профілактичної допомоги Міністерства  охорони  здоров'я  УРСР, Омеляну Стоцькому надійшла офіційна відповідь:
|  | При проведенні експериментальних дослідів на тваринах отрамана негативна характеристика цих вод. Крім цього, це джерело має малий дебіт, розташоване посередині великого скотомогильникаОригінальний текст (рос.) При проведении экспериментальных исследований на животных получена отрицательная характеристика этих вод. Кроме того, этот источник имеет малый дебит, расположен в центре большого скотомогильника |

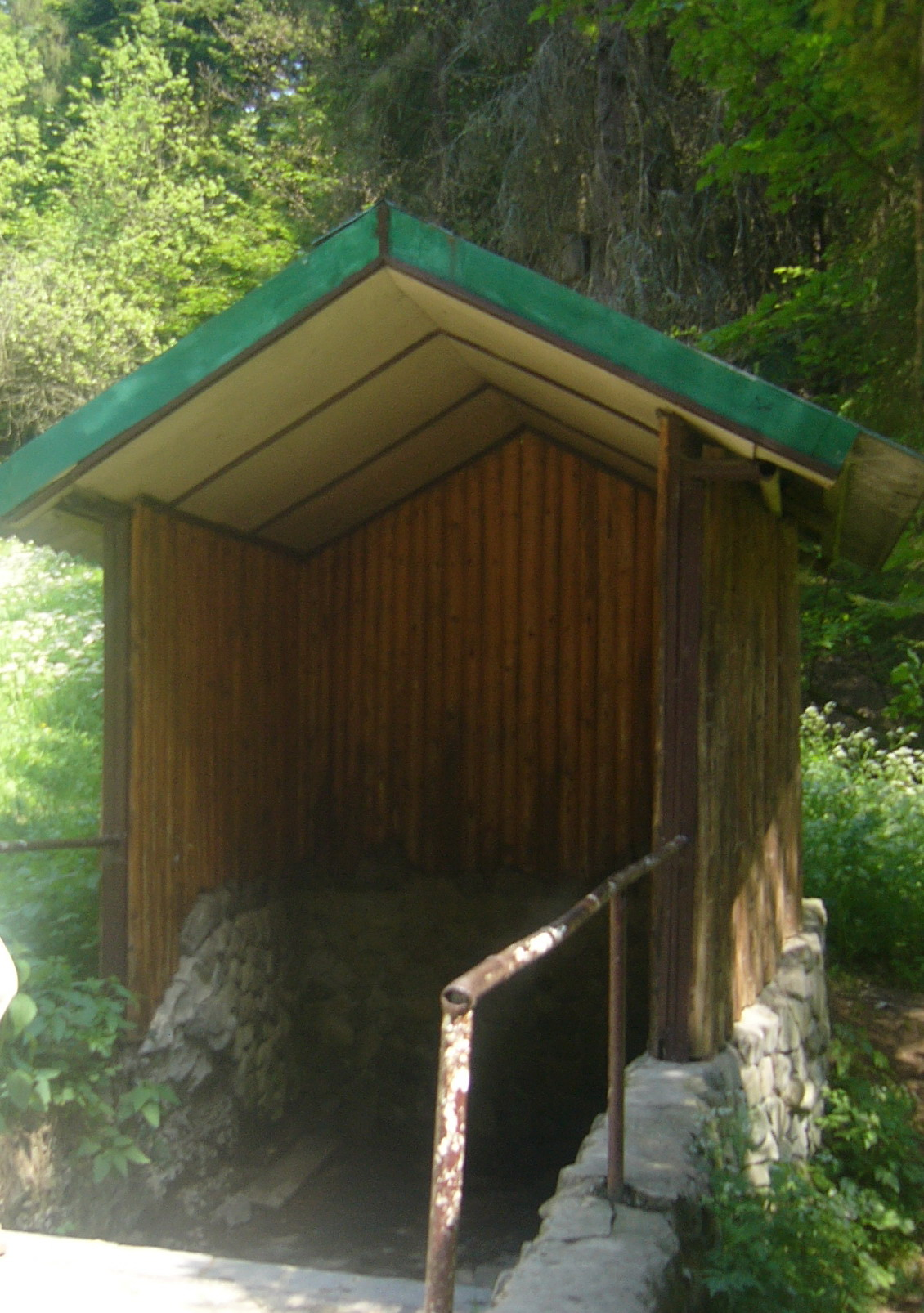
Джерело №1 сьогодні

У 1966 році головний лікар Східницької лікарні Степан Дуда зважився на експеримент. З'їздивши до Львова, умовив урологічних хворих, приречених на видалення нирки, тричі на день перед їжею пити по 200 г трохи підігрітої води з джерела №1. Через три тижні, після повторної діагностики, медики констатували: оперативне втручання хворим не потрібне — у сечі з'явився пісок у великій кількості, а в декого почали виходити камінці. Це був блискучий результат. Тим часом Стоцького і Дуду запросили на колегію Міністерства охорони здоров'я. У півторагодинному виступі першовідкривач східницьких мінеральних джерел піддав нищівній критиці вердикт Одеського інституту курортології, посилаючись на результати лікування хворих в Східницькій лікарні. Рішенням колегії Мінздоров'я №498 від 13 жовтня 1966 року подальше вивчення мінеральних вод Східниці було доручене фахівцям кафедри нормальної фізіології Львівського медичного інституту під керівництвом Якова Павловича Склярова із залученням фахівців Чернівецького медичного інституту та Львівського науково-дослідного інституту епідеміології і мікробіології.
Невеликий науковий колектив протягом 1966—1968 років проводив експериментальні і клінічні дослідження хворих на базі Східницькой лікарні, вивчав мінеральні води з джерел №№ 1, 3, 4, 5. Висновки комісії були однозначні: східницкі мінеральні води придатні для лікування цілого ряду урологічних недуг і захворювань шлунково-кишкового тракту. Львівський обласний відділ охорони здоров'я з серпня 1970 року відкриває в Східницькій селищній лікарні реабілітаційне відділення, що стало базою для подальшого вивчення місцевих мінеральних вод. У 1970 році у селищі збудовано перший санаторій — «Карпати» (сьогодні — «Східницькі Карпати»).
У 1972 році у Східниці починаються геологорозвідувальні роботи. Пробурено 17 свердловин у пошуках нових родовищ «Нафтусі». За рік отримано позитивний висновок на всі тоді досліджені джерела мінеральних вод Східницького родовища. 9 січня 1976 року Східницю визнано Всесоюзним курортом. Наступного року Омеляну Стоцькому видано Диплом першовідкривача 38-ми східницьких джерел.

## Води, джерела та свердловини
У Східниці налічується три види мінеральних вод типу «Нафтуся»:
- з підвищеним вмістом органічних речовин
  -    з більш вираженою сечогінною дією
  -    з більш вираженою жовчогінною дією
- з підвищеним вмістом заліза (залізисті води)
- з підвищеном вмістом хлоридів та натрію (хлоридно-натрієві води).

Сьогодні в Східниці налічується 38 джерел мінеральних вод. Натомість, лише 10 з них відкриті для відвідувачів; їхні води рекомендовані до споживання Міністерством охорони здоров'я України. Вивчення властивостей інших триває.
З 1972 року у Східниці пробурено 17 свердловин. в яких виявлено поклади мінеральних вод. 3 з них сьогодні відкриті для відвідувачів.